# Montcenis (Italie)
Pour les articles homonymes, voir Mont-Cenis.
Montcenis (Moncenisio en italien) est une commune italienne de la ville métropolitaine de Turin, dans le Piémont. C'est la troisième commune la moins peuplée d'Italie, après Morterone et Pedesina. 

## Géographie
La commune est située dans le val Cenise, à la frontière française, à environ 70 km au nord-ouest de Turin, sur le tracé de l'ancienne route du col du Mont-Cenis qui relie le val de Suse à la Maurienne. La commune est limitrophe de celles de Novalaise et Vénaux en Italie et de Val-Cenis en France.

Moncenisio.

## Histoire
Jusqu'à la Seconde Guerre mondiale, la commune portait le nom de Ferrera Cenisio.

## Démographie
En 2021, la population s'élève à 40 habitants.

## Administration
| Période                                  | Période  | Identité           | Étiquette     | Qualité |
| ---------------------------------------- | -------- | ------------------ | ------------- | ------- |
| 1987                                     | 1995     | Vittorio Perottino |               |         |
| 1995                                     | 2004     | Mauro Carena       | Liste civique |         |
| 2004                                     | 2014     | Vittorio Perottino | Liste civique |         |
| 2014                                     | 2019     | Bruno Perotto      | Liste civique |         |
| 2019                                     | En cours | Mauro Carena       | Liste civique |         |
| Les données manquantes sont à compléter. |          |                    |               |         |